# Resolució 1078 del Consell de Seguretat de les Nacions Unides
La Resolució 1078 del Consell de Seguretat de les Nacions Unides fou adoptada per unanimitat el 9 de novembre de 1996.
Després d'expressar la seva preocupació per la situació a la regió dels Grans Llacs d'Àfrica, el Consell va examinar les propostes per a una conferència regional sobre seguretat i una força humanitària multinacional a l'est del Zaire.

## Antecedents
Els conflictes ètnics a Ruanda i Burundi ja havien causat centenars de milers de morts i un desplaçament massiu de refugiats, molts fugint al veí Zaire (ara República Democràtica del Congo). Tenint en compte això, al Consell de Seguretat li preocupava que la regió es desestabilitzés.

## Resolucions
Hi havia preocupació per la situació de deteriorament de la regió dels Grans Llacs i del Zaire oriental en particular. També era preocupant la situació humanitària i el gran desplaçament dels refugiats. Es va demanar als líders regionals que establissin corredors segurs i santuaris temporals mitjançant el desplegament d'una força neutral.
El Consell de Seguretat va condemnar la violència i va demanar un alto el foc immediat. També es va convidar als països de la regió a crear circumstàncies en què es pogués assolir una solució pacífica, i la repatriació voluntària dels refugiats era essencial per a l'estabilitat regional. La crisi humanitària a l'est del Zaire era una amenaça per a la pau i l'estabilitat regionals.
El Secretari General Boutros Boutros-Ghali va proposar que es creés una força multinacional amb fins humanitaris al Zaire oriental. Als països de la regió se'ls va demanar que creessin un entorn segur per facilitar el lliurament d'ajuda humanitària internacional a la regió i desistir d'accions que podrien augmentar l'escalada de la situació. Es va demanar que cooperessin amb ell i l'Organització de la Unitat Africana (OUA) i consultessin la seva proposta sobre l'autorització d'una força multinacional. Aleshores, es va demanar al Secretari General que:
(a) elaborés un concepte operatiu d'un grup de treball humanitari amb els següents objectius:
- proporcionar assistència humanitària a curt termini i refugi als refugiats;
- contribuir a la protecció i retorn voluntari dels refugiats;
- obrir corredors humanitaris;
(b) busqués la cooperació del govern de Ruanda per a noves mesures, inclòs el desplegament d'observadors per generar confiança;
(c) informés al Consell amb recomanacions com molt tard el 20 de novembre de 1996.
A més, es va exigir urgentment al Secretari General que, en coordinació amb l'OUA i els països interessats, determinés les modalitats d'una conferència internacional sobre pau, seguretat i desenvolupament a la regió dels Grans Llacs. També se'ls va demanar que cerqués maneres de reduir la tensió.